# Jean-François de Noailles
Jean François de Noailles, Marqués de Noailles (28 de agosto de 1658 - 23 de junio de 1692) fue un noble francés y fue conocido por su título de "Marqués de Noailles" (Marqués de Noailles) Fue miembro de la influyente Casa de Noailles. También era un "Maréchal de camp".

## Niños
Noailles se casó con Marguerite Thérèse Rouillé en 1687 y tuvo dos hijas.
1. Luisa Antonieta de Noailles (25 de febrero de 1688 - 21 de agosto de 1690) murió en la infancia.
2. Ana Catalina de Noailles (28 de septiembre de 1694 - 7 de noviembre de 1716) se casó con Armand de Vignerot du Plessis, duque de Richelieu, pero no tuvo hijos.

- Datos: Q19926006
- Multimedia: Jean François de Noailles / Q19926006